# 欒勤
欒勤,山東平原人,1933年8月16日生,空軍官校第34期畢業.曾任中華民國空軍官校第29任校長,聯合勤務總司令部副總司令，國防部常務次長等職務，2020年5月25日病逝。